# 통섭 (책)
《통섭: 지식의 대통합》(Consilience: The Unity of Knowledge)은 E. O. 윌슨이 통섭에 대해 쓴 책이다. 한국어로는 최재천과 장대익에 의해 번역되어 소개되었다.

## 통섭의 정의
이 책에서 통섭이란 문자적으로 지식을 통합시키는 것인데, 그 방법으로는 설명을 하기 위해 공통된 기초지식을 새로 만들기 위해 훈련들을 통해 사실과 사실에 기초한 이론들을 연결하는 것이다.  이 용어는 윌리엄 휴얼의 저서인 < 귀납적 과학의 철학 > 에 나오는 '귀납의 통섭'이라는 말에서 가져온 것이다.  

## 최재천의 통섭의 정의
최재천은 그의 번역서에서 통섭을 뇌의 작용 중 '설명하는 뇌'의 작용으로 확장 변호하였다.  그는 학문이 인문학으로 시작하여 인문학으로 마무리된다고 주장한다.  즉, 언어를 이용하여 설명할 수 있을 때 과학이 진정한 학문이 된다는 것이다.

## 같이 보기
- 웬들 베리
- 과학철학